# Rolls-Royce Silver Ghost

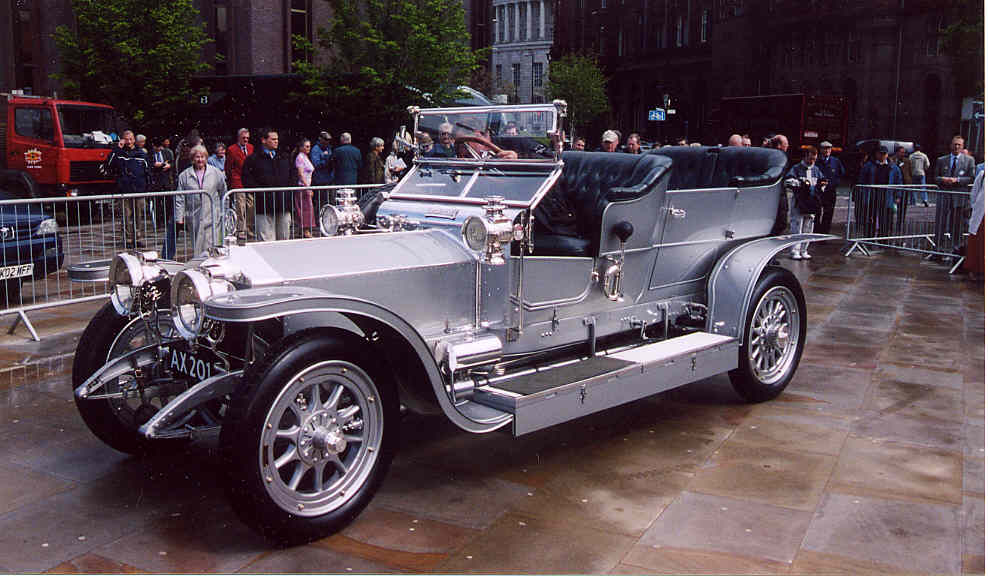
Rolls-Royce Silver Ghost fotografado por Malcolm Asquith nas comemorações do Centenário no Midland Hotel Manchester em 2004

O nome Rolls-Royce Silver Ghost refere-se tanto a um modelo de carro quanto a um carro específico dessa série. Originalmente chamado de "40/50 h.p.", o chassi foi feito pela primeira vez em Manchester, com a produção mudando para Derby em julho de 1908, e também, entre 1921 e 1926, em Springfield, Massachusetts, EUA. Chassis nº 60 551, registrado AX 201, foi o carro que originalmente recebeu o nome de "Silver Ghost". Outros carros de 40/50 cv também receberam nomes, mas o título Silver Ghost foi retomado pela imprensa, e logo todos os 40/50 foram chamados pelo nome, fato não reconhecido oficialmente pela Rolls-Royce até 1925, quando a linha Phantom foi lançada.
O Silver Ghost foi a origem da pretensão da Rolls-Royce de fazer o "melhor carro do mundo". O chassi e o motor também foram usados como base de uma gama de carros blindados da Rolls-Royce. Em dezembro de 1923, quatro amigos de Woodrow Wilson compraram ao ex-presidente um Silver Ghost, poucas semanas antes da morte de Wilson, em fevereiro de 1924. O carro foi modificado para que Wilson, que estava incapacitado, pudesse entrar e sair do carro com mais facilidade.

## História

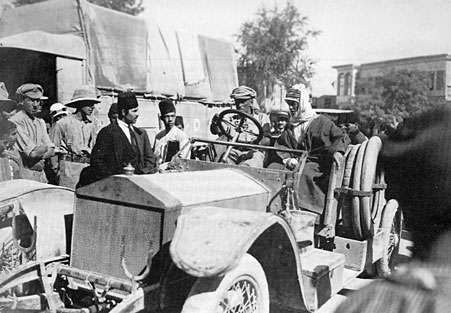
T.E. Lawrence em Blue Mist, 1918

Em 1906, a Rolls-Royce produziu quatro chassis para serem mostrados no salão de automóveis de Olímpia, dois modelos existentes, um quatro cilindros de 20 cv e um seis cilindros de 30 cv, e dois exemplos de um novo carro designado de 40/50 cv. O 40/50 hp era tão novo que os carros de show não estavam totalmente acabados, e os exemplos não foram fornecidos à imprensa para testes até março de 1907.
O carro inicialmente tinha um novo motor de seis cilindros e 7 036 cc (7 428 cc de 1910) com os cilindros fundidos em duas unidades de três cilindros cada, em oposição às unidades triplas de dois cilindros nos seis anteriores. Uma transmissão de três velocidades foi equipada inicialmente com unidades de quatro velocidades usadas a partir de 1913. O virabrequim de sete rolamentos tinha lubrificação de pressão total, e o rolamento principal central foi feito especialmente grande para remover a vibração, essencialmente dividindo o motor em duas unidades de três cilindros. Duas velas de ignição foram instaladas em cada cilindro com, a partir de 1921, uma opção de ignição magneto ou bobina. Os primeiros carros tinham usado uma bobina trembler para produzir a faísca com um magneto como um extra opcional que logo se tornou padrão - a instrução era ligar o motor no trembler / bateria e, em seguida, mudar para magneto. O desenvolvimento contínuo permitiu que a potência fosse aumentada de 48 cv (36 kW) a 1 250 rpm para 80 cv (60 kW) a 2 250 rpm. A iluminação elétrica tornou-se uma opção em 1914 e foi padronizada em 1919. A partida elétrica foi montada a partir de 1919 juntamente com luzes elétricas para substituir as mais antigas que usavam acetileno ou óleo.
O desenvolvimento do Silver Ghost foi suspenso durante a Primeira Guerra Mundial, embora o chassi e o motor tenham sido fornecidos para uso em carros blindados da Rolls-Royce. Um Silver Ghost azul de 1909 conhecido como Blue Mist, anteriormente de propriedade de um lorde irlandês, foi usado por Lawrence da Arábia como seu carro pessoal durante a Revolta Árabe. A construção de uma réplica do Blue Mist começou em 2018.
O chassi tinha eixos dianteiro e traseiro rígidos e molas de folha em toda a volta. Os primeiros carros só tinham freios nas rodas traseiras operados por uma alavanca de mão, com um freio de transmissão acionado por pedal atuando no eixo do propulsor. O sistema de freio de pé passou para tambores no eixo traseiro em 1913. Os freios servo-assistidos nas quatro rodas tornaram-se opcionais em 1923.
Apesar dessas melhorias, o desempenho dos concorrentes do Silver Ghost melhorou na medida em que sua superioridade anterior foi corroída no início da década de 1920. As vendas caíram de 742 em 1913 para 430 em 1922. A empresa decidiu lançar seu substituto, que foi introduzido em 1925 como o New Phantom. Depois disso, os modelos 40/50 mais antigos foram chamados de Silver Ghosts para evitar confusão.
Um total de 7874 carros Silver Ghost foram produzidos de 1907 a 1926, incluindo 1701 da fábrica americana de Springfield. O preço documentado do chassi listado para a versão americana de 1921 foi de US$ 11 750 (US$ 200 715 em dólares de 2023). Muitos deles ainda funcionam hoje. Um belo exemplo está em exposição no Museu Nacional do Motor, Beaulieu.

## The Silver Ghost
Em 1907, Claude Johnson, diretor comercial e administrativo da Rolls-Royce, ordenou que um carro fosse usado como demonstrador pela empresa. Com chassi nº 60551 e matrícula AX 201, era o 12º 40/50 cv a ser fabricado, e era pintado em tinta alumínio com encaixes prateados. O carro foi chamado de "Silver Ghost" para enfatizar sua quietude fantasma, e uma placa com este nome adornava a antepara. Uma carroceria Roi-des-Belges de topo aberto pelo construtor de carrocerias Barker foi montada, e o carro foi preparado para os testes de confiabilidade escoceses de 1907 e, imediatamente depois, outro teste de 15 000 milhas (24 000 km) que incluiu dirigir entre Londres e Glasgow 27 vezes.
O objetivo era conscientizar o público sobre a nova empresa e mostrar a confiabilidade e tranquilidade de seu novo carro. Essa era uma ideia arriscada: os carros dessa época eram notoriamente não confiáveis, e as estradas da época podiam ser horrendas. No entanto, o carro partiu para testes e, com a imprensa a bordo, quebrou vários recordes. Mesmo depois de 7 000 milhas (11 000 km), o custo para a manutenção do carro foi de insignificantes £ 2 2s 7d (£ 2,13). A reputação do 40/50, e da Rolls-Royce, foi estabelecida.
O "AX 201" foi vendido em 1908, por £ 750, para Sir Daniel Hanbury, que o usou repetidamente para viajar para sua residência italiana, Villa della Pergola em, Alassio, na Riviera Italiana, a partir de sua residência inglesa Castle Malwood em Lyndhurst em Hampshire.
Este carro foi então recuperado pela empresa em 1948. Desde então, tem sido usado como um carro de publicidade e viajou pelo mundo. Em 1991, o carro foi restaurado.
Em 2005 foi apontado como o carro mais valioso do mundo, seu valor segurado foi colocado em US$ 35 milhões.
Após a venda da Rolls-Royce Motors Ltd em 1998, o carro passou para a propriedade da Bentley Motors.

## Galeria

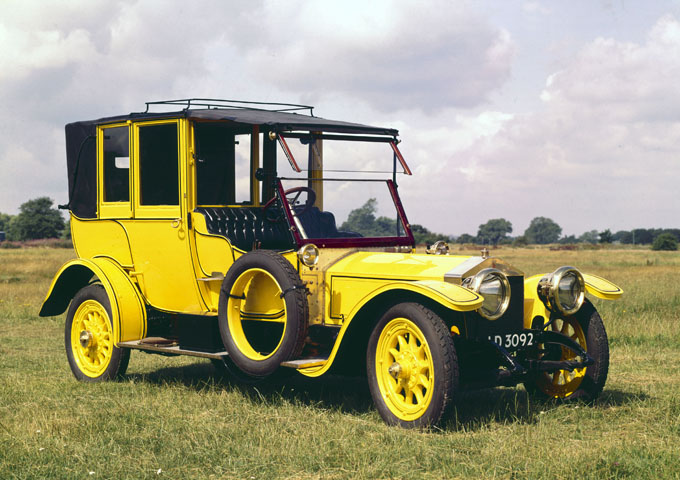
1909 landaulet por Hooper, Science Museum, Londres
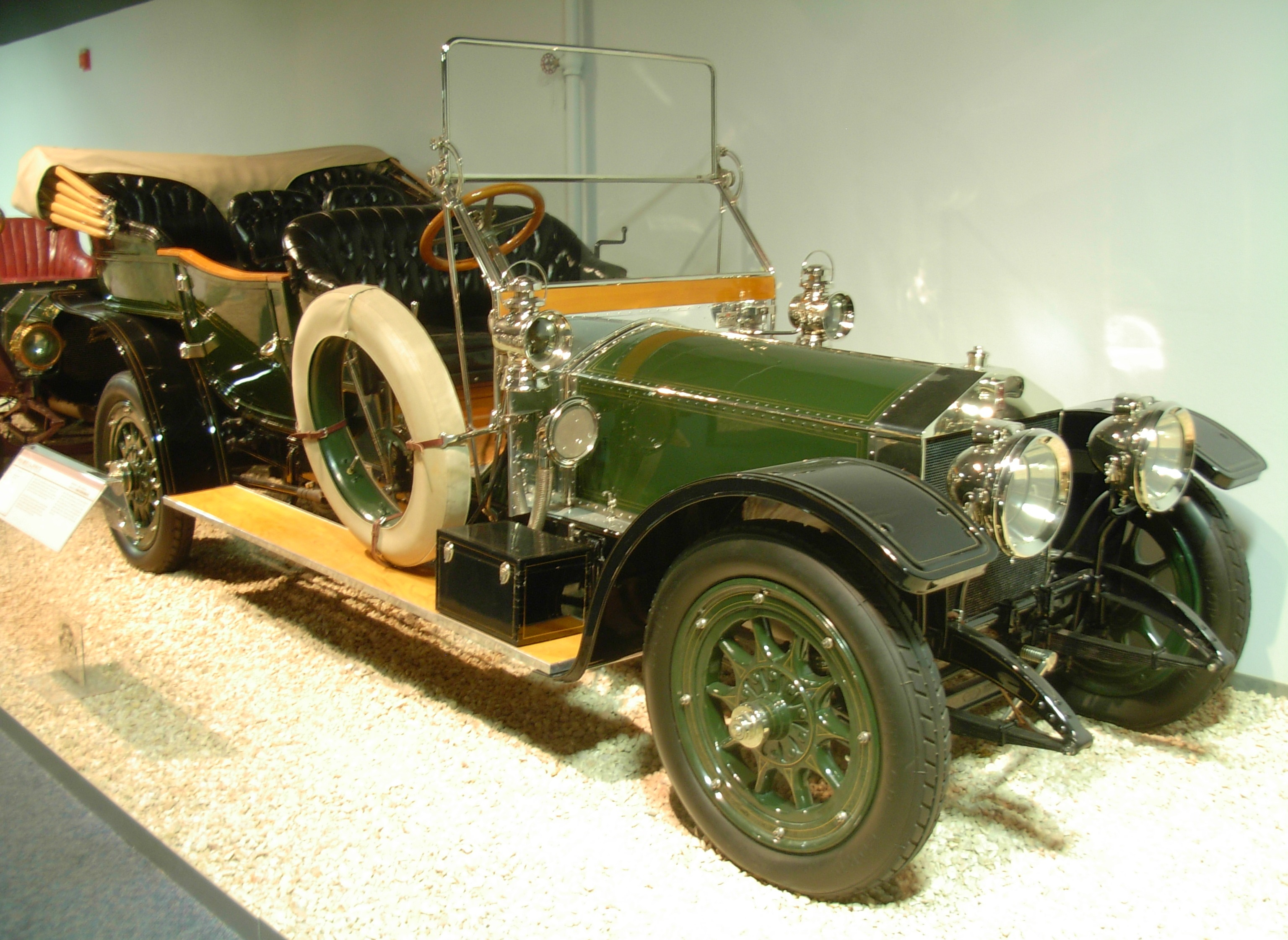
1910 tourer, Museu Nacional do Automóvel, Reno
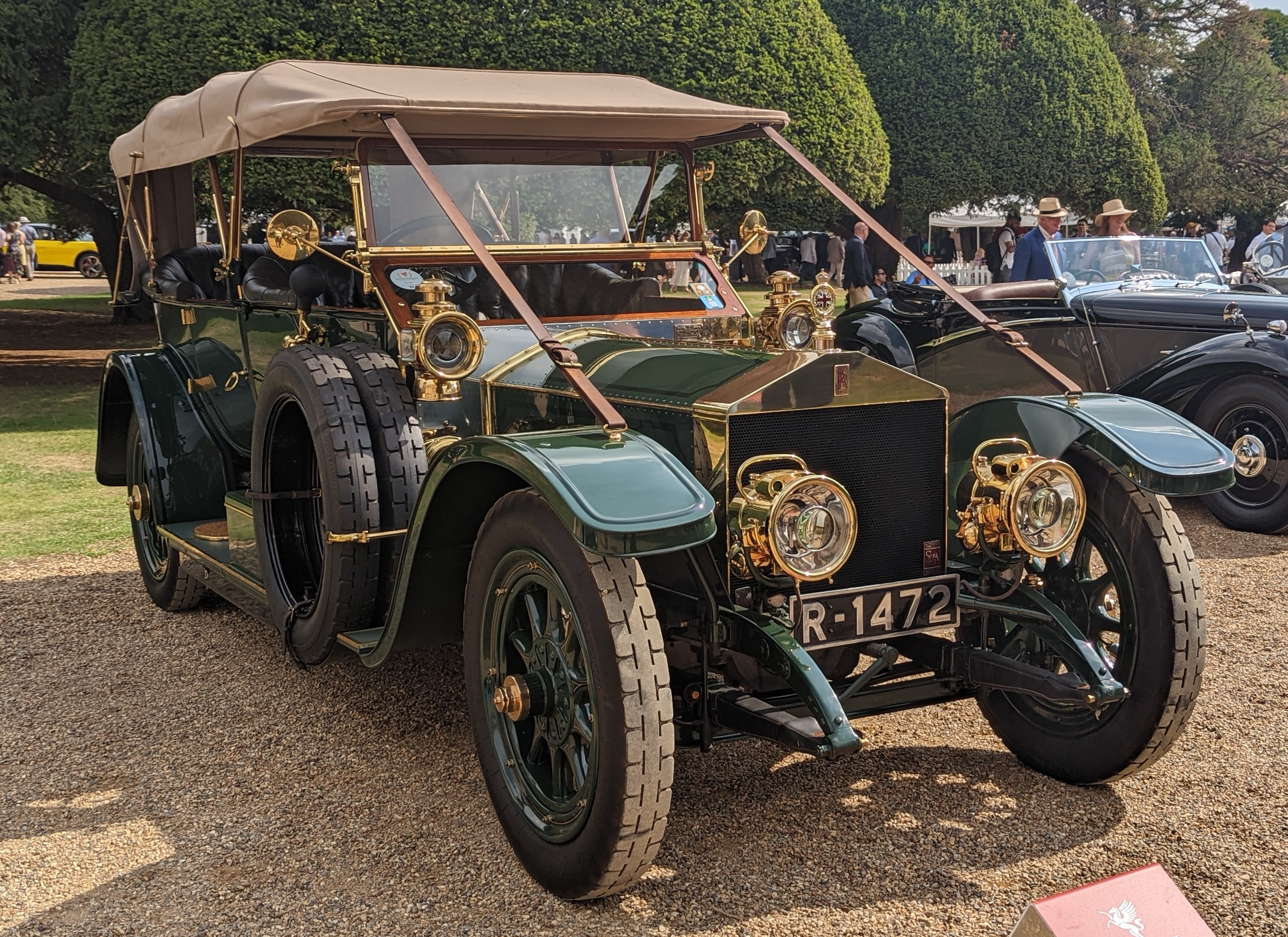
Tourer 1912
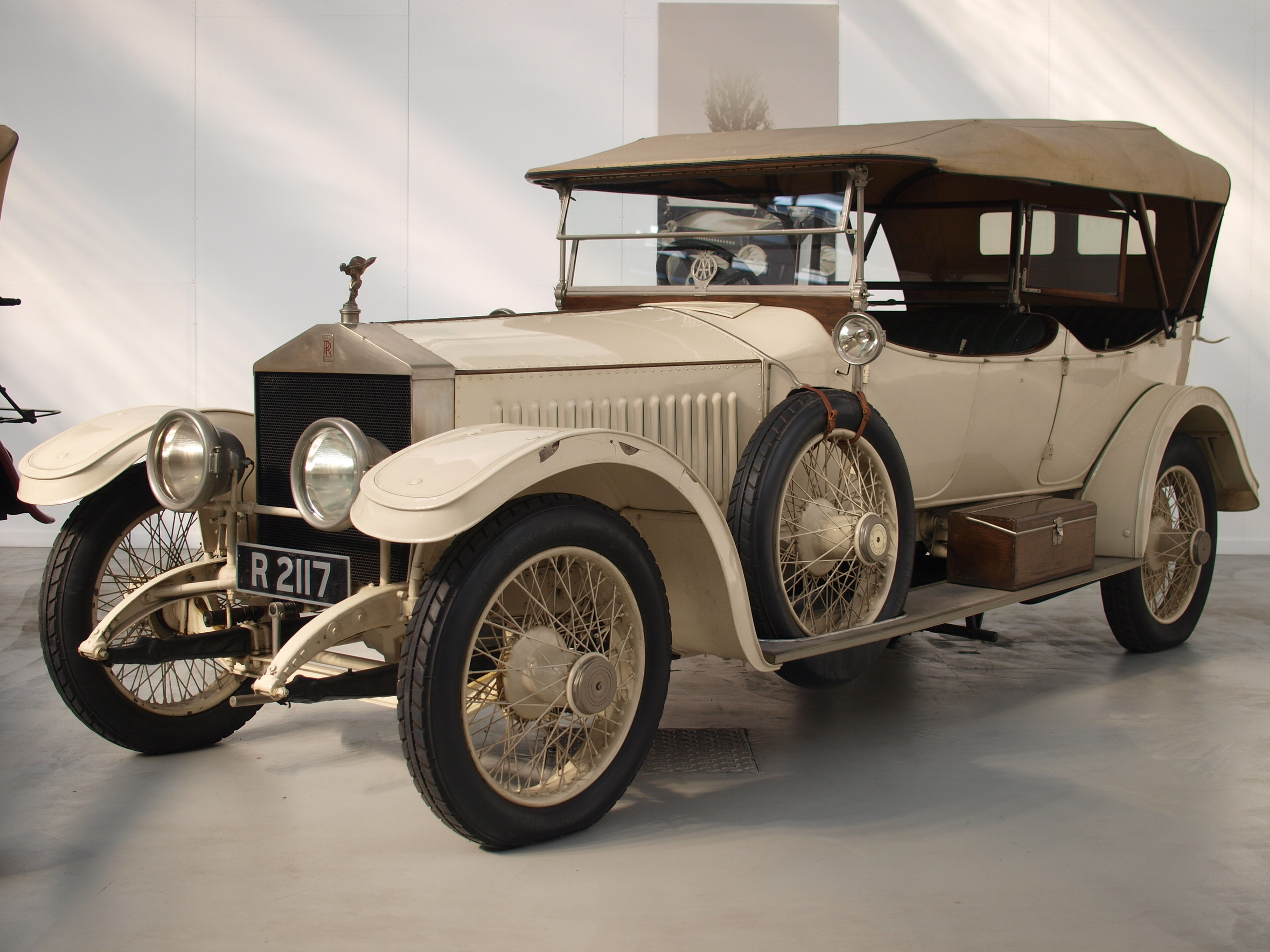
1914 tourer em Museo Nazionale dell'Automobile, Torino
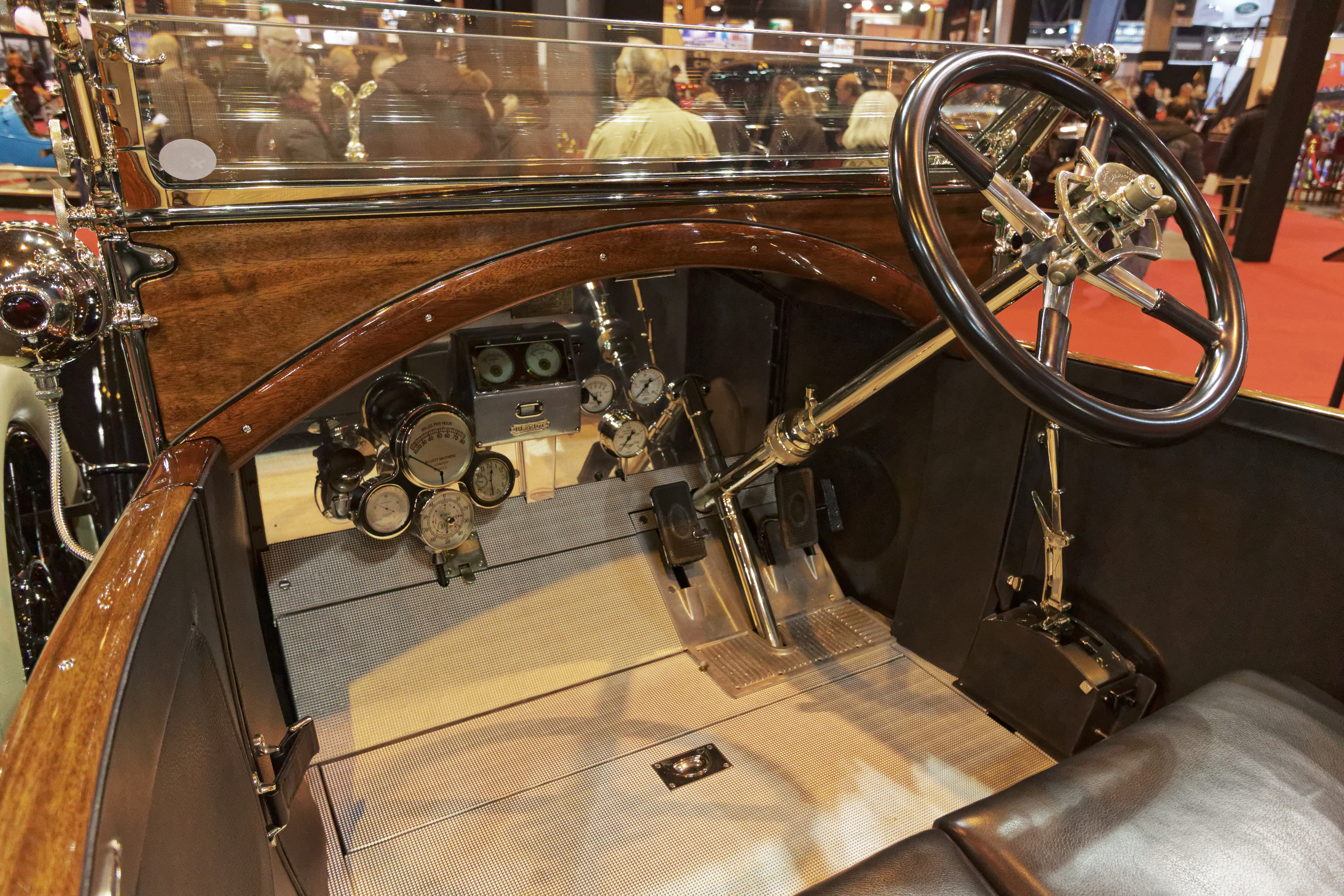
1914 Silver Ghost por Kellner interior
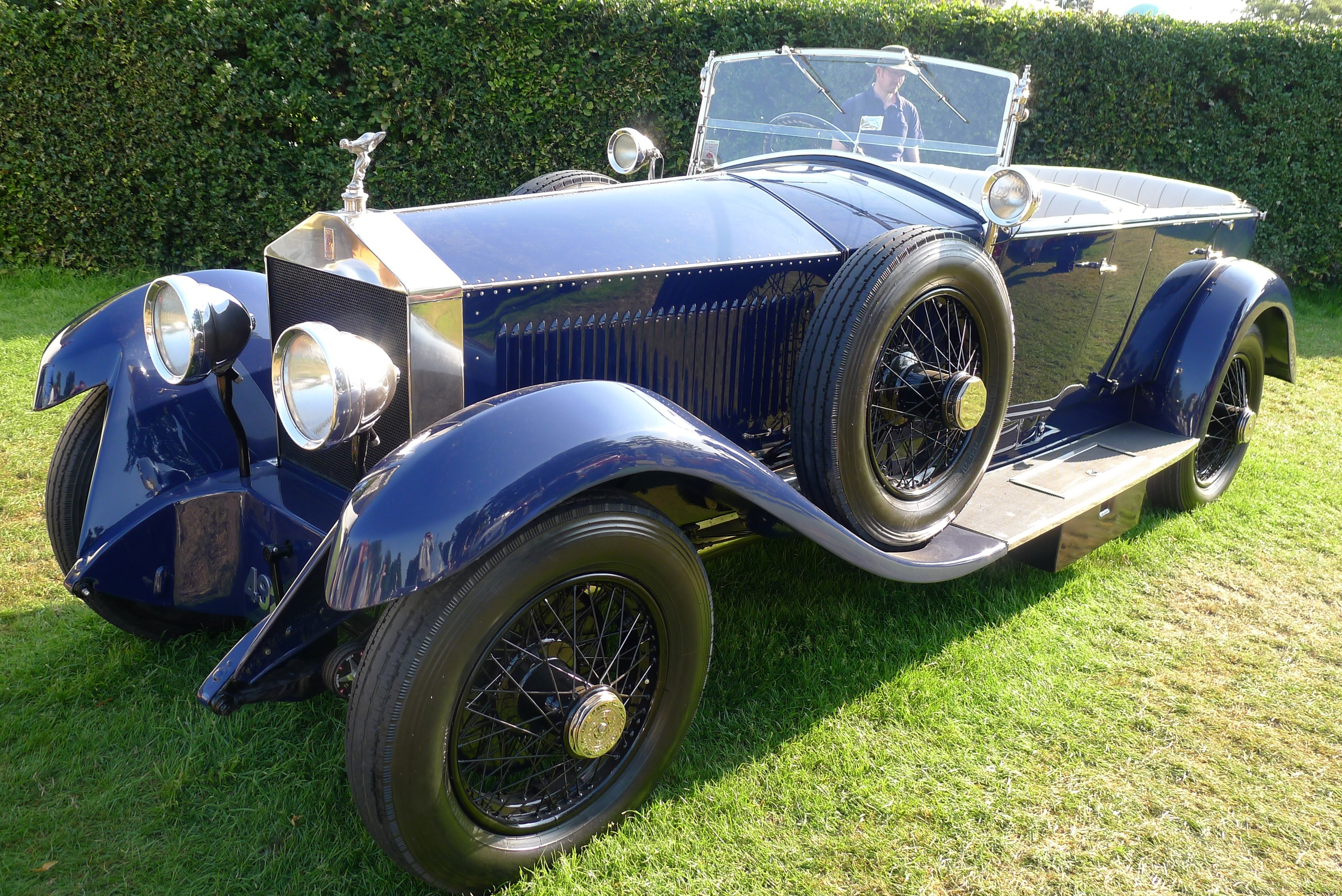
1920 chassis 40FW tourer por Labourdette
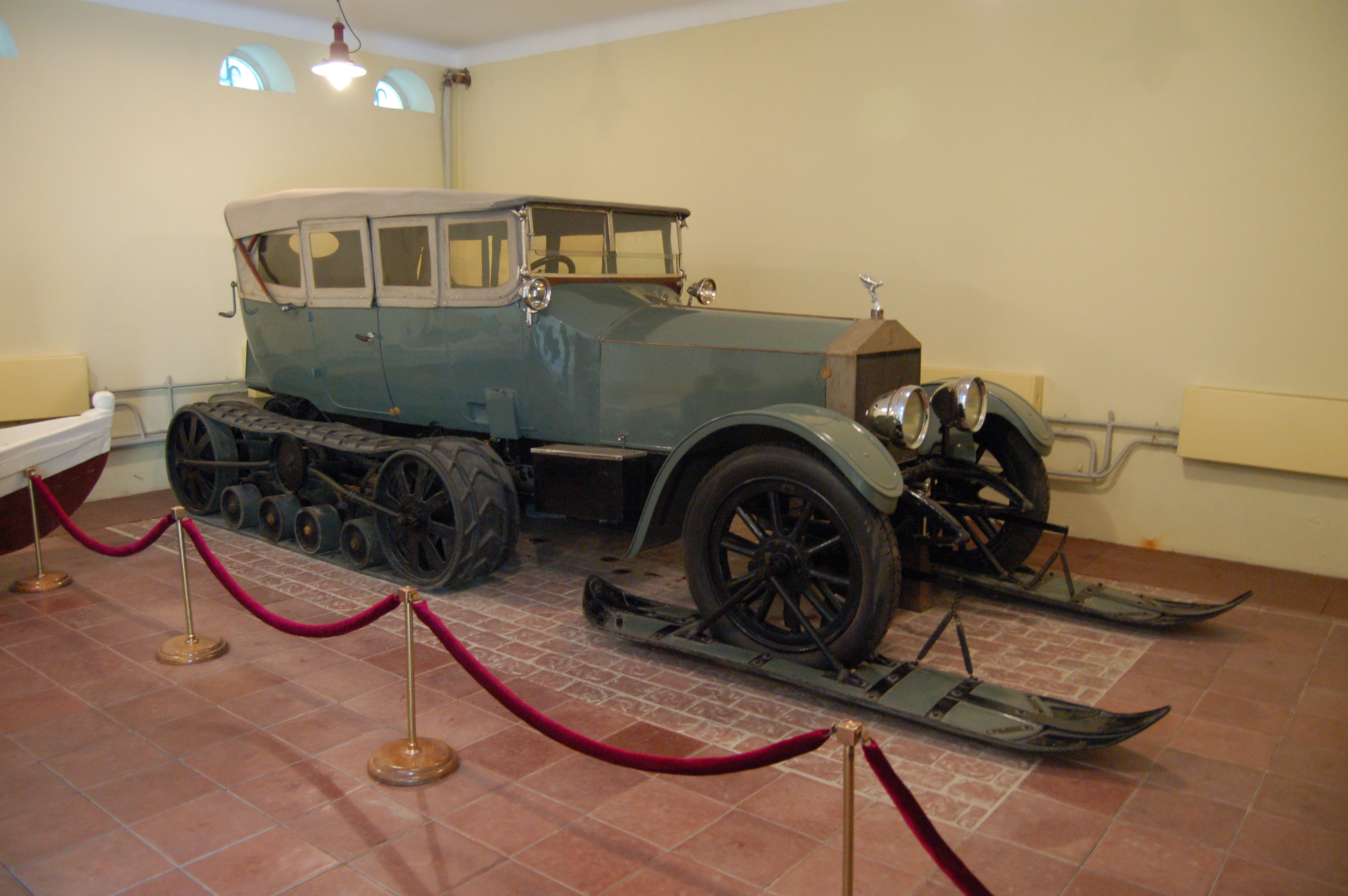
Uma meia pista de 1922 de propriedade de Vladimir Lenin, em Gorki Leninskiye